# Черкас, Сергей Михайлович
Сергей Михайлович Черкас (род. 30 октября 1957, Ленинград) — советский и российский хоккеист, вратарь, тренер. Мастер спорта СССР. Заслуженный тренер России.

## Биография
Родился 30 октября 1957 года в Ленинграде. Занимался хоккеем в ленинградском «Шторме».
Играл на позиции вратаря за ленинградские «Шторм» (1975—1978[уточнить]), СКА (1978—1991), «Судостроитель» (1976—1979), воронежский «Буран» (1979—1980). В 1987 году стал бронзовым призёром чемпионата СССР. В том же году стал победителем турнира на приз «Ленинградской правды» в составе второй сборной СССР.
По окончании игровой карьеры стал тренером. Работал в тренерском штабе СКА-2 (1991—1992), СКА (1992—1994). В дальнейшем был главным тренером СКА-2 (1994—1998), американского «Мерина» (2000—2002), тренером вратарей СКА (2002—2011). В 2011 году перед чемпионатом мира по предложению вратаря Евгения Набокова стал тренером голкиперов сборной России на общественных началах. В 1994 году со СКА стал бронзовым призёром МХЛ.
В 2004 году на XXX международном хоккейном турнире «Большой приз Санкт-Петербурга» сборная Санкт-Петербурга, которой руководил Сергей Черкас, сенсационно стала победителем, одолев сборные Чехии, Словакии и России. За это достижение Черкас был удостоен звания «Заслуженный тренер России».
С 25 января по 30 апреля 2006 года был исполняющим обязанности главного тренера СКА, сменив во главе команды Николая Соловьёва. Преемником Черкаса на тренерском посту стал Борис Михайлов.
С 2011 года стал работать генеральным директором юридического лица петербургского «Динамо». В 2013 году стал одним из основателей одноимённых молодёжной и женской команд. С 2016 года генеральный директор команды ВХЛ. 27 января 2021 года покинул пост генерального директора клуба и системы. 
С 2019 года директор Центра развития хоккея «Динамо Санкт-Петербург».

## Достижения

### В качестве игрока
- Бронзовый призёр чемпионата СССР (СКА): 1987.

### В качестве тренера
- Бронзовый призёр МХЛ (СКА): 1994.
- Победитель турнира «Большой приз Санкт-Петербурга» (сборная Санкт-Петербурга): 2004.